# إيزباكسن
إيزباكسن هي بلدة في مقاطعة بخته آباد في ولاية أنديجان في أوزبكستان.